# Мирмекийский клад (2002)
Мирмеки́йский клад 2002 года — монетный клад, найденный в 2002 году археологической экспедицией Государственного Эрмитажа под руководством А. М. Бутягина на античном городище Мирмекий в черте города Керчь (Керченский полуостров, Крым). Он включал в себя 722 либо 723 (число разнится в источниках) медные монеты, отчеканенные в Пантикапее и имеющие на аверсе изображение головы сатира, на реверсе — изображения лука, стрелы и надпись «ПАN». Клад содержал как перечеканенные экземпляры (меньшая часть), так и экземпляры, чеканенные на новых монетных кружка́х (бо́льшая часть).
Клад был обнаружен в зольнике у скалы мирмекийского акрополя, где был сокрыт около середины III века до н. э. Он относится к числу наиболее крупных монетных комплексов эпохи денежного кризиса в Боспорском царстве, куда входили Пантикапей и Мирмекий. Этот кризис разразился в первой половине III века до н. э. и был связан с упадком хлебной торговли Боспора, преимущественно с Афинами. Собрание монет, найденное в Мирмекии, отразило пиковый этап кризиса, когда произошла деградация монет, отчеканенных из медного сплава, сразу по нескольким направлениям: серьёзно упал вес монет, хотя их номинал остался прежним; существенно ухудшилось качество чеканки; была допущена порча монет, в рамках которой для удешевления сплава в его составе была заметно завышена доля свинца.

## Обстоятельства обнаружения

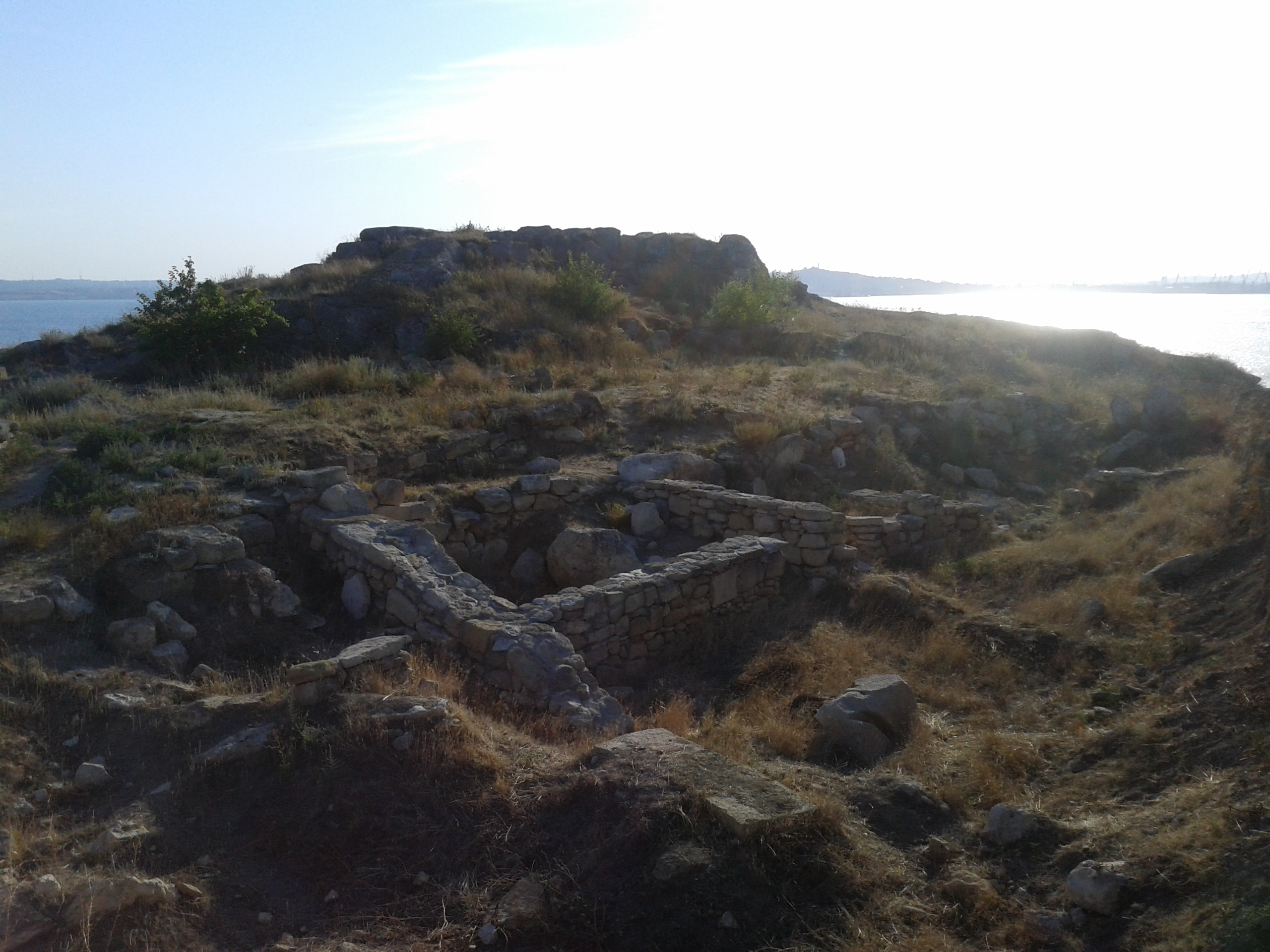
Акрополь Мирмекия

В 2002 году Мирмекийской археологической экспедицией Государственного Эрмитажа, работавшей под руководством А. М. Бутягина на античном городище Мирмекий (Карантинный мыс в Керченской бухте, на берегу Керченского пролива Азовского моря, ныне в черте Керчи), был обнаружен клад монет. Он был найден на незначительной глубине в расщелине скалы на участке «C» археологического раскопа, в юго-западной части городища, у западной полы скалы мирмекийского акрополя. Вероятно, первоначально он был зарыт в небольшую яму в рыхлом грунте.
Тот слой, в котором находился клад, был сложен из однородного коричневого либо серого суглинка с вкраплениями раковин мидий и заполнял балку рядом со скалой. Этот слой исследовался экспедицией в 2002—2004 годах, и в нём также были обнаружены примеси золы. По всей видимости, это был эллинистический зольник, функционировавший в III—II веках до н. э., мощностью не менее 4 м, который образовался поверх крупной четырёхугольной постройки, разрушенной в первой четверти III века до н. э.
Клад 2002 года был открыт в самых верхних слоях с восточной стороны зольника. Было высказано предположение, что он был заложен в одну из трещин скалы до того, как она была перекрыта зольником, поскольку клад значительно старше соседствующих с ним слоёв II века до н. э. Возможен, однако, сценарий, при котором расщелина была закрыта уже в III веке до н. э., но эти напластования постепенно смывались с поверхности скалы, пока щель окончательно не исчезла под золистым грунтом в следующем столетии.

## Описание клада
За время нахождения в земле монеты подверглись сильной коррозии и были спрессованы в единый монолит, напоминающий своей формой орех, при этом несколько монет были найдены отдельно, на расстоянии 5-10 см от него. Возможно, изначально они все были помещены в полотняный или кожаный мешок. Точное число найденных монет разнится в источниках: в более ранних публикациях указывается, что клад состоял из 721 монеты, в более поздних, как правило, говорится о 722 или 723 монетах. Клад был передан в Керченский государственный историко-культурный заповедник, где была проведена реставрация.
Клад был составлен из бронзовых (медных) монет Пантикапея одного типа: на аверсе помещено изображение головы безбородого сатира в венке из плюща, обращённое влево, на реверсе — лук, под ним стрела, обращённая наконечником вправо, и внизу надпись «ПАN». Исходя из особенностей чеканки монет, в рамках всего монетного комплекса российский нумизмат Н. А. Фролова выделила 4 группы:
- Экземпляры типа «голова сатира влево — лук и стрела вправо, ПАN», перечеканенные из более раннего по времени своего существования типа пантикапейских монет, у которых на лицевой стороне находилась голова сатира в плющевом венке, на обратной стороне — голова льва, осётр и надпись «ПАN», а также имелись надчеканки: 12-лучевая звезда — на аверсе (в некоторых источниках, вероятно, ошибочно, говорится о 8-лучевой звезде)[3], горит — на реверсе. Д. Б. Шелов считал, что, поскольку производилась перечеканка, оба типа могли иметь один и тот же номинал[17] (возможно, это был обол)[18]. В составе клада 11 таких монет;
- Экземпляры типа «голова сатира влево — лук и стрела вправо, ПАN», чеканенные на новых кружках металла более крупного размера, 86 штук;
- Экземпляры того же типа, чеканенные на монетных кружках более маленького размера, часто со следами литников, 624 штуки (у одной из монет этой группы на реверсе — вдавленное изображение головы сатира, лат. nummus incusum)[19];
- Одна монета типа «голова сатира влево — лук и стрела влево, ПАN», представляющая собой перечеканенный экземпляр[1].

Монеты клада сохранились в разной степени. Наиболее крупные (около 20 штук имеют диаметр до 2 см) сильно потёрты. Это относится, в частности, к перечеканенным экземплярам первой группы: надчеканка в виде 12-лучевой звезды явно видна на 6 монетах, плохо видны изображения головы льва и осетра на обратной стороне. Большинство монет меньшего размера (диаметром вплоть до 1,3-1,2 см) сохранило обрубленные литники, в некоторых случаях растёкшийся металл загнут, а чеканка произведена поверх него. Отдельные экземпляры из-за небрежного литья имеют почти прямоугольную форму. Острые края и тонкие остатки литников говорят о том, что большая часть монет мелкого диаметра практически не была в обращении. Внешний вид монет пострадал от коррозии, но совсем не читаются рельефы не более чем на 1/8 монет клада. Одно из изображений первоначально было трактовано как надчеканка в виде треножника.

## Клад и денежный кризис III века до н. э.
Мирмекийский клад 2002 года относится исследователями ко второй четверти или даже к середине III века до н. э. и попадает, таким образом, в период денежного кризиса, охватившего в первой половине века все античные государства Северного Причерноморья и, в частности, Боспорское царство, куда входили Пантикапей и Мирмекий. Существуют оценки, что клад детально отразил наиболее важный, переломный момент денежного кризиса на Боспоре.
Находка 2002 года является крупнейшим кладом эпохи кризиса III века до н. э., обнаруженным в Мирмекии, по числу монет она сопоставима с такими крупными монетными комплексами как клады 1963 года из совхоза «Джемете» (725 монет), 1974 года из совхоза «Правобережный» (925 монет) и 1977 года из Анапы (1050 монет), которые тоже относятся ко времени денежного кризиса.

### Очерк денежного кризиса III века до н. э.

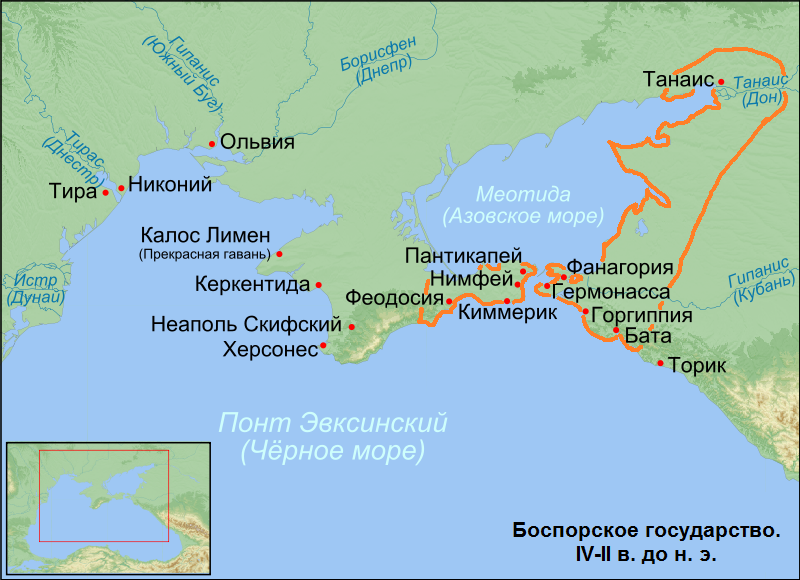
Боспорское царство к началу III века до н. э.

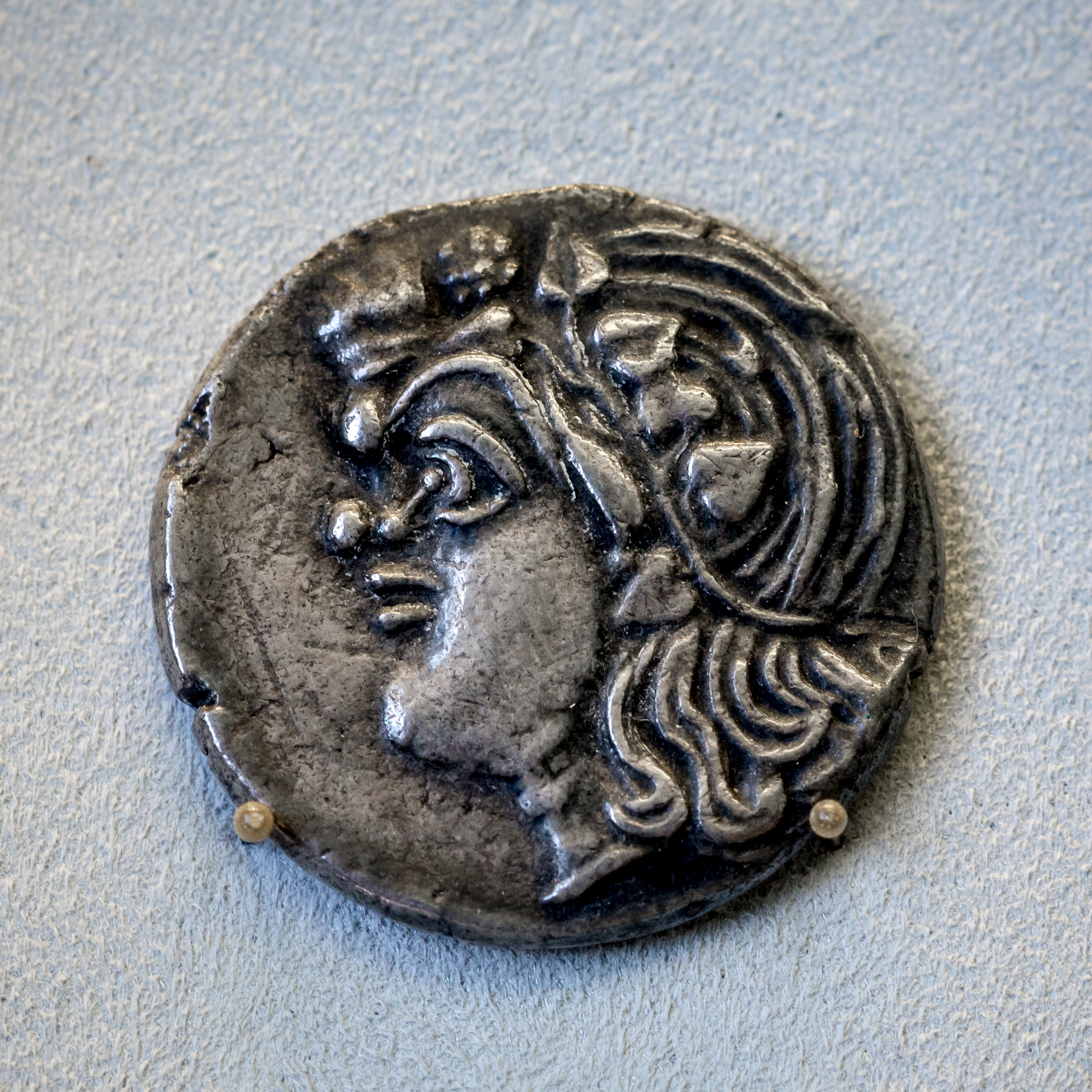
Безбородый сатир в венке из плюща влево. Серебряная тридрахма Пантикапея, 400—300 годы до н. э., Монетный кабинет, Музей Боде, Берлин

В научной литературе высказывалось предположение, что к началу III века до н. э. Боспорское царство могло столкнуться с быстрым исчерпанием собственных запасов драгоценных металлов, а также испытывать трудности с получением металлического сырья, используемого в монетном производстве, из других стран. Этому способствовали война со скифами при царе Перисаде I, а затем междоусобная война сыновей Перисада — Сатира II, Притана и Евмела.
В качестве основной причины денежного кризиса называется спад в торговле зерном, которая играла важную роль в экономике Боспора. Он был вызван конкуренцией со стороны Египта и общим упадком Афин — одного из главных торговых контрагентов Боспорского царства. В результате Пантикапей лишился валютных поступлений в казну. В III веке до н. э. прекращается чеканка серебряных боспорских монет, обусловленная, видимо, нехваткой этого металла в государстве. По одной из версий, сырьём для чеканки Боспора в V—IV веках до н. э. служило серебро с Лаврийских рудников, которое поступало в Северное Причерноморье из Афин в обмен на зерно. Таким образом, именно прекращение хлебной торговли с Афинами спровоцировало финансовый кризис.
Предположительно, наиболее ярко кризис проявился на втором десятилетии правления Перисада II, то есть начиная с 275 года до н. э. Ближе к середине III века до н. э. на боспорском рынке стали преобладать монеты из медного сплава, перечеканенные из более ранних по времени выпуска, или монеты с серьёзно ухудшенными характеристиками, в сравнении с более ранними. Тип «голова сатира — лук и стрела» деградировал как в смысле редукции веса монет, так и в смысле снижения качества чеканки. Произошла, кроме того, порча монет из-за добавления в сплав большого количества свинца. К концу второй четверти III века до н. э. на денежном рынке Боспора остался только деградированный тип медной монеты. Преодолеть кризис удалось в правление Левкона II во второй половине III века до н. э.

### Клад из Мирмекия в хронологии кризиса
В условной хронологии монетного кризиса, предложенной исследователями, Мирмекийский клад характеризует его четвёртый этап. Предшественником в этом ряду является Анапский клад 1882 года, захороненный около 270 года до н. э. В нём доминируют перечеканенные монеты, однако все монеты типа «голова сатира — лук, стрела, ПАN», отчеканенные на новых кружках, являются достаточно тяжёлыми (массой от 4,65 до 8,65 г). Самая лёгкая монета такого типа в составе данного клада весит 3,39 г (это экземпляр, перечеканенный из более раннего типа).
Мирмекийский клад содержит всего одну монету со стрелой влево, тогда как в Анапском кладе было 11 таких монет. Процент перечеканки в Мирмекийском кладе уже незначителен. Эти монеты (первая группа по классификации Н. А. Фроловой) изначально были выпущены в самом конце IV века либо в начале III века до н. э. Их вес колеблется в пределах 3,78—7,37 г. Согласно данным проведённого в 2018 году рентгенофлуоресцентного анализа состава сплава монет клада, перечеканенные экземпляры могут содержать явно не более 5 % свинца и от 1 до 8 % олова. Это обычный доброкачественный бронзовый сплав, использовавшийся в античности для изготовления монет мелких номиналов — оболов. Сама перечеканка выполнена умело.

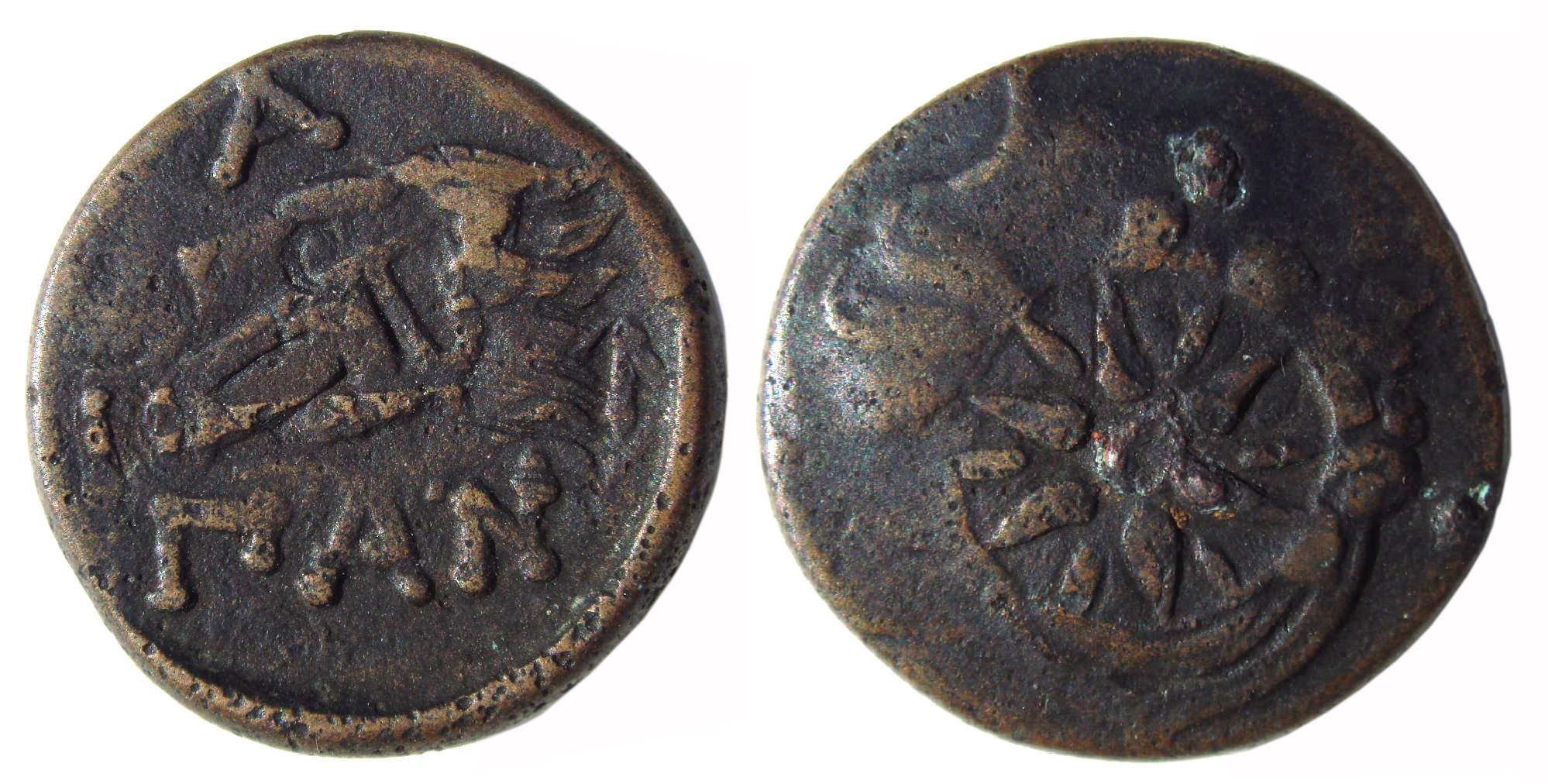
Тип «голова сатира — голова льва, осётр» с надчеканками: на аверсе — 12-лучевая звезда, на реверсе — горит. IV—III века до н. э.

Из числа новых монет крупного размера (чеканились в первой четверти III века до н. э.) лишь одна в составе клада имеет диаметр 20 мм и вес 7,34 г. В рамках всего монетного комплекса только 5 новых монет попадают в промежуток по массе от 5 до 7,5 г (хотя для номинала типов «голова сатира — лук и стрела» и «голова сатира — голова льва, осётр» именно таков должен быть, по всей видимости, обычный вес монеты). Содержание свинца в этих экземплярах явно не может превышать 6-7 %.
Подавляющее число монет второй группы чеканены на кружках 17—19 мм. Кроме упомянутых выше 5 штук, большинство монет этой группы потеряли в весе почти в два раза (масса от 2,73 до 4,84 г). Для них характерен резкий рост доли свинца: 8 % в отдельных экземплярах, в одной монете — 26 %. Таким образом, отмечается переход к чеканке из низкосортного сплава с аномально большим количеством свинца.
Основную часть мирмекийской находки 2002 года составляют монеты третьей группы по Н. А. Фроловой, изготовленные в 275—250 годах до н. э. из небольших кружков размером 12—16 мм, с массой в диапазоне 0,66—2,9 г. В рамках этой группы произошла деградация пантикапейских монет сразу по трём направлениям. Во-первых, по весу: монеты относятся к тому же типу и номиналу, что и ранние, но существенно легче, некоторые весят даже менее 1 г (возможно, они отчеканены позже всех). Во-вторых, по качеству чеканки: используются неаккуратные по форме заготовки, штемпели сделаны небрежно, чеканка производится наспех, остаются следы обруба литников, скошен гурт.

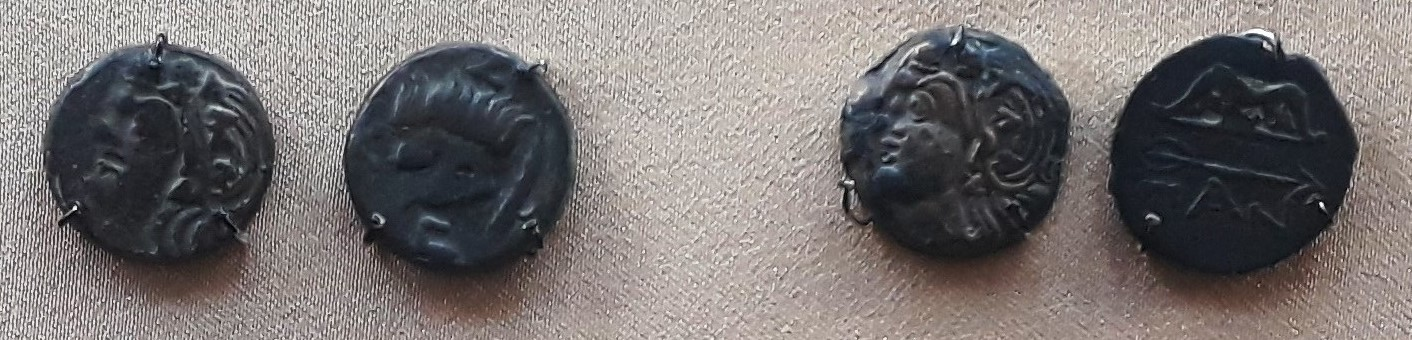
Слева: тип «голова сатира — голова льва, осётр». Справа: тип «голова сатира — лук, стрела». Национальный музей истории Украины

В-третьих, продолжается ухудшение качества сплава. В монетах из третьей группы до 10 % свинца, а в некоторых случаях — даже больше 20 %. Часть экземпляров, правда, по-прежнему содержит небольшое количество данного металла. Исследователи предполагают, что это переплавленные монеты начала века, в которых уровень свинца ещё не был искусственно завышен. Свинец является распространённой примесью в монетном деле, небольшая его доля (на уровне нескольких процентов) облегчает процесс литья и чеканки. При высоком содержании качество монет ухудшается, так как свинец не растворяется в меди, страдает фактура металлического кружка и растёт степень подверженности коррозии. Повышение процента свинца в монетах, как правило, осуществляется с целью удешевить сплав.
Следующие этапы развития денежного кризиса на Боспоре иллюстрируют клады, почти не содержащие перечеканенных монет. В комплексе из совхоза «Джемете» середины III века до н. э. преобладают монеты деградированного типа. Клады из совхоза «Правобережный» и Анапы (1977 года) содержат, в числе прочего, уже новую серию «голова Аполлона — треножник», выпускавшуюся либо в середине, либо в начале последней четверти III века до н. э. для нормализации, как считают учёные, денежного обращения.